# دریکسویل (ویرجینیای غربی)
دریکسویل (به انگلیسی: Darkesville) یک منطقهٔ مسکونی در ایالات متحده آمریکا است که در US 11 at Middle Creek, Darkesville, West Virginia واقع شده‌است.